# Baraize
Baraize là một xã tại tỉnh Indre khu vực trung bộ Pháp. Xã này có diện tích 16,39 km², dân số thời điểm năm 2005 là 301 người. Khu vực này có độ cao trung bình 244 mét trên mực nước biển.